# Batocera davidis
Batocera davidis es una especie de escarabajo longicornio del género Batocera,  subfamilia Lamiinae. Fue descrita científicamente por Deyrolle en 1878.
Se distribuye por China, India, Laos, Vietnam y Hawái. Mide 46-68 milímetros de longitud. El período de vuelo ocurre en los meses de abril, mayo, junio, julio y agosto.